# Branitz (Cottbus)
Branitz, in lusaziano inferiore Rogeńc, è una frazione della città tedesca di Cottbus.

## Storia
Il centro abitato di Branitz venne nominato per la prima volta in un documento del 1449.
Fu comune autonomo fino al 1993, data in cui venne aggregato alla città di Cottbus.

## Monumenti e luoghi d'interesse
Branitz è particolarmente nota per il castello (Schloss) e per il suo grande parco disegnato da Hermann von Pückler-Muskau.

## Società

### Evoluzione demografica
Abitanti

## Amministrazione
La frazione è amministrata da un "consiglio locale" (Ortsbeirat).